# Veslanje na OI 1952.
Veslanje na Olimpijskim igrama u Helsinikiju 1952. godine uključivalo je natjecanja u 7 disciplina, i to samo u muškoj konkurenciji.

## Osvajači medalja

### Muški
| Disciplina             | Zlato | Srebro | Bronca |
| Samac                  | SSSR Y. Tyukalov                                                                                                   | Australija M. Wood                                                                                                 | Poljska T. Kocerka |
| Dvojac na pariće       | Argentina T. Cappozzo E. Guerrero                                                                                  | SSSR G. Zilin I. Emtshuk                                                                                           | Urugvaj M. Seijas J.A. Rodriguez                                                                                         |
| Dvojac bez kormilara   | SAD Ch. Logg Th. Price                                                                                             | Belgija M. Knuysen R. Baetens                                                                                      | Švicarska K. Schmid H. Kalt                                                                                              |
| Dvojac s kormilarom    | Francuska S. Salles G. Mercier B. Malivoire (korm)                                                                 | Zapadna Njemačka H. Manchen H. Heinhold H. Noll (korm)                                                             | Danska S. Petersen P. Svendsen J. Frantsen (korm)                                                                        |
| Četverac bez kormilara | SFR Jugoslavija D. Bonačić V. Valenta M. Trojanović P. Šegvić                                                      | Francuska P. Blondiaux J. Guissart M. Bouissou R.Gautier                                                           | Finska V. Lommi K. Wahlsten O. Lommi L. Nevalainen                                                                       |
| Četverac s kormilarom  | Čehoslovačka K. Mejta J. Havlis J. Jindra S. Lusk M. Koranda (korm)                                                | Švicarska E. Bianchi K. Weidmann H. Scheller E. Ess W. Leiser (korm)                                               | SAD C. Lovested A. Ulbrickson R. Wahlström M Leanderson A. Rossi (korm)                                                  |
| Osmerac                | SAD F. Shakespeage W. Fields J. Dunbar R. Murphy R. Detveilej H. Procter W. Frye E. Stevens Jr. Ch. Manring (korm) | SSSR E. Brago V. Rodimushkin A. Komarov I. Borisov S. Amiragov L. Gissen E. Samsonov V. Krjukov I. Poljakov (korm) | Australija R. Tinning E. Chapman N. Greenwood M. Finlay E. Pain Ph. Cayser Th. Chessell D. Anderson G. Williamson (korm) |